# Pseudostegophilus
Pseudostegophilus is een geslacht van straalvinnige vissen uit de familie van de parasitaire meervallen (Trichomycteridae).

## Soorten
- Pseudostegophilus haemomyzon (Myers, 1942)
- Pseudostegophilus nemurus (Günther, 1869)